# Озброєні піснею
«Озброєні піснею» (англ. Soldiers of Song) — українсько-американський документальний фільм 2024 року режисера Раяна Сміта про музичну індустрію в Україні під час широкомасштабного вторгнення Російської Федерації. Світова прем'єра відбулася 13 червня 2024 року на кінофестивалі Трайбека в Нью-Йорку, що у США. Прем'єра в Україні назначена на 12 вересня 2024 року.

## Сюжет
Фільм присвячений ролі музики під час війни в Україні, розповідає про пісні, що об'єднують націю, та про музикантів, які надихають у складні часи. Стрічка представляє історії українських виконавців, таких як Святослав Вакарчук, Андрій Хливнюк, Світлана Тарабарова, Миколай Сєрга, Марко Галаневич, гурт «ДахаБраха», головний диригент і художній керввник Маріупольського камерного оркестру «Ренесанс» Василь Крячок, військовослужбовиця Катерина Поліщук, які через свою творчість виражають боротьбу, мужність та національний дух України.

## Знімальна група
- Режисери-постановники: Раян Сміт
- Режисери монтажу: Кадім Тарасов, Юлія Большакова
- Продюсери: Раян Сміт, Наталі Романюк, Дмитро Кожуховський[2]
- Оператори: Артем Познанський, Стас Гуренко, Кадім Тарасов, Юлія Большакова, Бастіан Фішер, Вікі Марколефа, Єгор Терлецький, Микола Гріненко, Олег Гієнко, Лев Костенко, Ольга Гуренко, Ілля Колбасін, Ярослав Ніколин, Сергій Малій[2]
- Композитори: Кадім Тарасов[2]
- Музичний керівник: Джошуа Сузерленд[2]

## Виробництво

### Прем'єра
Перший показ фільму відбувся 13 червня 2024 року на кінофестивалі Трайбека в Нью-Йорку. Прем'єра кінострічки в Україні запланована на 12 вересня того ж року, а кінодистрибуцією займається компанія Артхаус Трафік.